# Hermit of Mink Hollow
Hermit of Mink Hollow è un album in studio del musicista rock statunitense Todd Rundgren, pubblicato nel 1978.

## Tracce
Side 1 - The Easy Side
1. All the Children Sing - 3:08
2. Can We Still Be Friends - 3:34
3. Hurting for You - 3:20
4. Too Far Gone - 2:38
5. Onomatopoeia - 1:34
6. Determination - 3:11

Side 2 - The Difficult Side
1. Bread - 2:48
2. Bag Lady - 3:13
3. You Cried Wolf - 2:20
4. Lucky Guy - 2:04
5. Out of Control - 3:56
6. Fade Away - 3:04